# Базовий Михайло Онисимович
Базовий Михайло Онисимович (нар. 12 листопада 1923 — 2008) — радянський військовик часів Другої світової війни, почесний громадянин міста Білопілля.

## Життєпис
Народився 12 листопада 1923 року в місті Семенівка Чернігівської області.
В 1941 році Михайло Онисимович разом з населенням міста евакуювався в Рязанську область.
В 1942 році вступив до лав Червоної армії. До грудня, цього ж року навчався в Ешкарлинському піхотному училищі.[де?]
На фронті з лютого 1942 року. Брав участь у війні з Японією у 1945.
Демобілізувався у 1947 році у званні молодшого лейтенанта запасу.
З 1965 року до жовтня 1975 працював секретарем вузлового парткому станції Ворожба. З 1975 року і до пенсії Михайло Онисисимович працював керівником відбудовчого поїзду.
Помер в 2008 році. Похований в місті Києві.

## Нагороди та відзнаки
- медаль «За відвагу»
- орден Трудового Червоного Прапора
- орден Богдана Хмельницького III ст.
- звання «Почесний громадянин міста Білопілля» (1983)